# Esbart Ciutat Comtal
Esbart Ciutat Comtal és un esbart fundat el 1959 que es dedica a la promoció de les danses populars i les festes tradicionals, tant de Catalunya com de la resta de les terres de parla catalana. Els espectacles en què intervé contenen balls tradicionals i també alguns de creació nova. L'agrupació té una escola de dansa destinada a nois i noies, que els ofereix formació musical i de ball i, alhora, els transmet coneixements sobre els balls tradicionals i les celebracions populars de Catalunya. L'escola s'estructura en quatre nivells, segons l'edat dels alumnes: des dels més petits fins als que ja estan a punt d'entrar en el cos de dansa de l'esbart.

## Repertori
El repertori de l'Esbart Ciutat Comtal és format per espectacles que han anat prenent característiques teatrals. Inclou «Ritmes i rimes», cinc coreografies enllaçades a través de la rima; «Tradicions en dansa», un conjunt de balls tradicionals de Catalunya i del País Valencià; i «Síntesi», una compilació coreogràfica que representa la història de l'esbart i que fou creada expressament amb motiu del cinquantè aniversari de l'entitat. Una de les danses destacades de l'esbart és el «Ball de Rams d'Hostafrancs», que alguns membres de l'agrupació van recuperar i representar per primera vegada l'any 1955. Des de llavors, es balla cada any el primer dissabte d'octubre dins la festa major d'Hostafrancs.
L'Esbart Ciutat Comtal ha dut les seves representacions per tot Catalunya i ha fet actuacions també en més països d'Europa, com ara França, Itàlia, Suïssa i Polònia. L'any 2004 va rebre la Medalla d'Honor de Barcelona. Els membres i socis de l'esbart participen també en les activitats culturals que trimestralment organitza l'entitat, com ara visites guiades, concerts o vetllades de teatre.

## Retaule de Santa Eulàlia
Segons la tradició cristiana, Santa Eulàlia va ser una noia de Sarrià que al segle IV s'oposà a la persecució que havia ordenat l'emperador romà Dioclecià contra tots els cristians. La fe la va dur a rebel·lar-se contra el cònsol Dacià, que l'empresonà i la castigà fins a la mort. L'actitud d'aquella noia de tretze anys va esdevenir un símbol de defensa de la justícia i de la igualtat, i la veneració dels barcelonins va convertir-la en patrona de la ciutat al segle viii.
La festivitat se celebra el dia 12 de febrer i al voltant d'aquella data l'esbart Ciutat Comtal representa cada any un espectacle de música, cant i dansa titulat Eulàlia, en homenatge a la santa i com a enaltiment dels valors de llibertat, solidaritat i justícia. L'escenificació parteix de la recreació històrica de la vida de la jove, i en mostra el martiri, la mort i la glorificació.
També és un homenatge a la santa l'elecció del lloc on es fa la representació: l'altar major de la Catedral de Barcelona, just damunt la cripta on hi ha les seves despulles. Hi intervenen dotze actors que representen els soldats romans i dotze actrius que testimonien el patiment del martiri. Tots plegats acompanyen les figures de Dacià i de Santa Eulàlia.